# Familienest
Familienest (Hongaars: Családi tűzfészek) is een Hongaarse dramafilm uit 1979 onder regie van Béla Tarr. In de film spelen enkel niet-professionele acteurs mee.

## Verhaal
Er heerst woningnood in de Hongaarse hoofdstad Boedapest. Een jong echtpaar met kind woont in bij de ouders van de jongen. Door de krappe leefruimte komt de familie-eenheid onder druk te staan. Uiteindelijk valt het gezin uit elkaar.

## Rolverdeling
| Acteur            | Personage       |
| ----------------- | --------------- |
| Lászlóné Horváth  | Irén            |
| László Horváth    | Laci            |
| Gábor Kun         | Vader van Laci  |
| Gaborné Kún       | Moeder van Laci |
| Krisztina Horváth | Krisztike       |